# 1003
Початок Високого Середньовіччя  •  Епоха вікінгів  •  Золота доба ісламу  •  Реконкіста  •  Київська Русь

## Геополітична ситуація
Візантію очолює Василій II Болгаробійця. Генріх II є імператором Священної Римської імперії.
Королем Західного Франкського королівства є, принаймні формально, Роберт II Побожний.
Апеннінський півострів розділений між численними державами: північ належить Священній Римській імперії,  середню частину займає Папська область, на південь від Римської області  лежать невеликі незалежні герцогства,   півдненна частина півострова належать Візантії. Південь Піренейського півострова займає Кордовський халіфат на чолі з Хішамом II. Північну частину півострова займають християнські королівство Леон, де править Альфонсо V, Наварра та Барселона.
Королівство Англія очолює Етельред Нерозумний.
У Київській Русі триває правління Володимира. У Польщі править Болеслав I Хоробрий.  Перше Болгарське царство частково захоплене Візантією, в іншій частині править цар Самуїл. У Хорватії триває правління Крешиміра III та Гойслава.  Королівство Угорщина очолює Стефан I.
Аббасидський халіфат очолює аль-Кадір, в Єгипті владу утримують Фатіміди, в Середній Азії — Караханіди, у Хорасані — Газневіди. У Китаї продовжується правління династії Сун. Значними державами Індії є Пала, Пратіхара, Чола. В Японії триває період Хей'ан.

## Події
- У Полоцьку почав княжити внук Володимира Великого Брячислав Ізяславич.
- Прагнучи помсти за різанину 1002 року, дани здійснили перший із низки морських походів на Англію.
- Розпочалася війна між Священною Римською імперією та Польщею. Польський князь Болеслав I Хоробрий відновив на троні Богемії Болеслава III, Брати Болеслава III Яромир та Ольдрих утекли й знайшли протекцію в імператора Священної Римської імперії Генріха II. Болеслав III влаштував побоїще прихильників своїх братів у Вишеграді.
- Французький король  Роберт II здійснив спробу захопити Бургундію, але зазнав невдачі.
- Війська Кордовського халіфату завдали поразки християнській армії у битві при Альбесі.
- У Кутаїсі в правління Баграта III зведений і освячений головний собор його царства Храм Баграта.
- З червня по грудень тривав понтифікат Івана XVII.
- У вересні розпочався понтифікат Івана XVIII.

## Померли
- Сильвестр II — сто сороковий папа Римський (2 квітня 999 — 12 травня 1003)
- Іван XVII — сто сорок перший папа Римський (13 червня 1003 — грудень 1003)
- Всеслав Ізяславич — князь з династії Рюриковичів, гілки Ізяславичів Полоцьких
- Григорій Нарекаці
- Ерік Рудий — першовідкривач Ґренландії. Ісландський вікінг норвезького походження